# Paulette Franck
Pour les personnes ayant le même patronyme, voir Franck.
Gracieuse Pauline Morazzani, connue comme Paulette Franck, née à Bastia le 29 juin 1890, et morte à Paris 19e le 10 avril 1945, est une chanteuse de music-hall et actrice de cinéma française.

## Biographie

### Vie privée
Elle se marie avec Toussaint Cionini en janvier 1908 à Marseille. Elle est divorcée d'avec M. Franck.
Elle connait Harry Fragson, chanteur et comédien franco britannique, depuis un certain temps ; mais ce n'est qu'au mois de mai 1913 qu'elle entre en relations suivies avec lui. Presque aussitôt, elle va habiter avec son ami et le père de ce dernier, 56 rue Lafayette,. Fragson est touché mortellement par son père Victor Pot à cause de sa liaison avec Paulette Franck.

## Théâtre
- 1914 : Elles y sont toutes, revue de Jacques Battaille-Henri à la Scala[7]
- 1916 : Madame Bou-dou-ba-da-bou, au concert Mayol avec Madeleine Guitty[8].
- 1916 : Bravo !, revue en deux actes, de Celval et Charley au théâtre Michel avec Harry Baur et Gaby Morlay[9]
- 1917 : La revue du Vaudeville de Lucien Boyer, Albert Willemetz et Battaille-Henri au théâtre du Vaudeville[10].
- 1919 : Tout feu...Tout flemmme, revue d'Albert Willemetz, avec Nina Myral, Yvonne Reynolds, Loulou Hégoburu, Phyllis Monkman et Jack Buchanan, Aimé Simon-Girard au Casino de Paris[11]
- 1919 : Çà fiume!, revue de Roger Férreol au Ba-Ta-Clan[12]
- 1919 : Ça vaut le voyage !, Revue à grand spectacle en deux actes et trente tableaux de Celval, Roger Ferréol et José de Bérys au Ba-Ta-Clan[13]
- 1920 :  T'auras pas sa fleur, vaudeville en trois actes d'André Mouëzy-Éon et Battaille-Henri à La Cigale[14].
- 1921 : Revue de Léo Lelièvre et Henri Varna au Concert Mayol avec Maurice Chevalier[15]
- 1925 : On n'peut pas lui résister, opérette en 3 actes au Théâtre Comœdia
- 1930 : La Parade du nu, revue de Léo Lelièvre, Henri Varna et Marc-Cab au concert Mayol[16].

## Source
: document utilisé comme source pour la rédaction de cet article.
- Comoedia
- La Rampe (1915-1934), magazine théâtral illustré (BNF 32847829)
- La Vie parisienne